# Old Tjikko
L'Old Tjikko és un avet roig de 9.550 anys d'antiguitat, al Parc Nacional de Fulufjället, Comtat de Dalarna a Suècia. Old Tjikko és l'arbre clonat més antic del món. No obstant això, hi ha molts exemples de colònies clonals (múltiples arbres connectats per un sistema d'arrels comunes) molt més antigues, com "Pando", que s'estimen uns 80.000 anys. Hi ha una petita senda que condueix a l'arbre. No obstant això, no està marcat atès que els guardaboscos no volen incentivar que grans grups de turistes envoltin l'arbre. Es pot programar una visita guiada gratuïta a l'entrada (Naturum) que porta als turistes fins a l'arbre.
L'edat de l'arbre va ser determinada per la datació basada en el radiocarboni del sistema d'arrels sota l'arbre, no per dendrocronologia, és a dir comptant els anells de l'arbre. El tronc en si mateix es calcula que té uns pocs centenars d'anys, però l'arbre com un tot ha sobreviscut molt més a causa d'un procés anomenat murgonar (quan una branca cau al sòl i es produeixen noves arrels), o esqueix (quan el tronc mor però el sistema d'arrels roman, pot aparèixer una nova tija).
L'arbre no-clonal viu més antic, verificat per dendrocronologia, té 5.064 anys d'antiguitat el 2014 (el següent en record és "Matusalén" (4.847). Tots dos arbres són Pinus longaeva situats a Califòrnia. La clonació vegetal o reproducció asexual és comuna en moltes plantes, com la governadora. Moltes altres plantes prenen avantatge d'aquest procés tant exclusivament com en conjunt amb la reproducció sexual, però calcular l'edat d'aquests organismes pot no ser possible sense evidència com a arrels velles, restes antigues, o rangs de desenvolupament consistent.

## Descoberta i datació

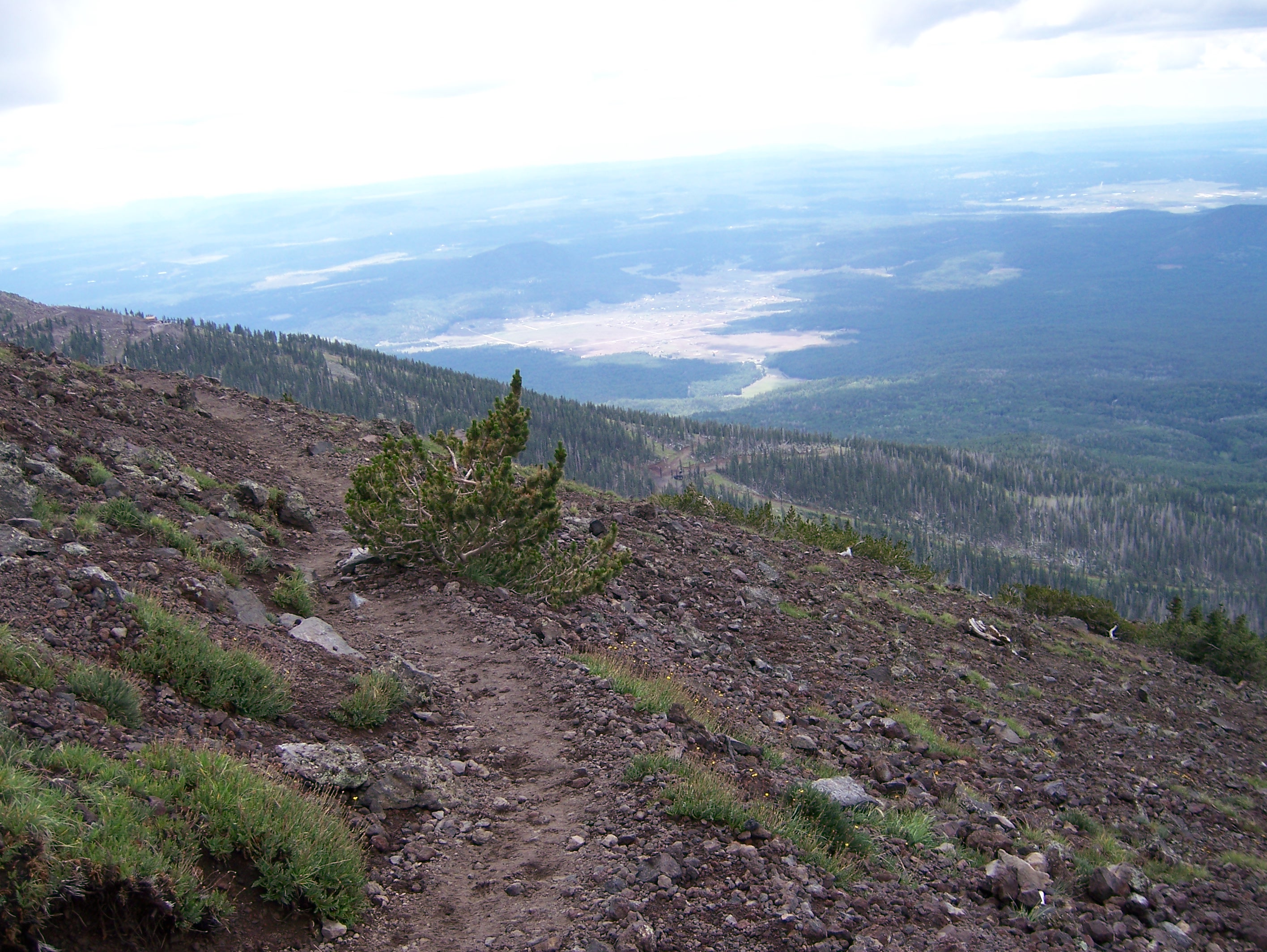
Pinus aristata en formació krummholtz

S'estima que el Old Tjikko té almenys 9.550 anys, convertint-lo en l'individu vegetal clonat més antic del món. Té 5 metres d'alt i se situa en al Parc Nacional de Fulufjället, Comtat de Dalarna a Suècia. Durant milers d'anys, l'arbre va romandre en forma d'arbust a causa de les condicions extremes de l'ambient en el qual viu. Durant l'escalfament global de l'últim segle, l'arbre s'ha desenvolupat de manera normal. L'home que el va descobrir, Leif Kullman (professor de fisiografia de la Universitat d'Umeå, ha atribuït el desenvolupament d'aquesta planta a l'escalfament global, i el va batejar com "Old Tjikko" en homenatge al seu gos.
L'arbre ha sobreviscut per tant de temps a causa del procés d'esqueix pel qual moltes espècies es beneficien. La part visible de l'arbre és relativament jove, però les seves arrels daten de milers d'anys. El tronc de l'arbre podrà morir i tornar a créixer moltes vegades, però el sistema d'arrels roman intacte i sempre apareixerà una tija nova. El tronc de l'Old Tjikko no viurà més de 600 anys, però quan el tronc mori, eventualment en creixerà un altre en el seu lloc. A més, cada hivern, la neu empeny amb el seu pes les branques baixes de l'arbre, arrencant-les i deixant-les en el sòl on tiren arrels i sobreviuen per créixer novament l'any següent en un procés conegut com a murgonar. L'edat de l'arbre va ser determinada perdatació basada en el radiocarboni de les seves arrels, on es van trobar mostres de 375, 5.660, 9.000, i 9.550 anys. La datació radiocarbónica no és prou precisa com per encertar l'any exacte que l'arbre va néixer d'una llavor, però donada l'edat més antiga estimada, es calcula que ha brollat al voltant del 7550 aC. Per comparar, la invenció de l'escriptura (i per tant, el començament dels registres històrics) no van succeir fins al 4000 aC. Els investigadors van trobar una vintena d'exemplars de pícees d'almenys 8.000 anys a la mateixa zona.
Recerques prèvies consideraven que els avets noruecs eren una espècie relativament nova a Suècia, amb teories que postulaven que hi hauria migrat al voltant de 2.000 anys enrere. És pràcticament impossible trobar arbres més antics a 10.000 anys d'antiguitat a Suècia perquè al voltant d'11.000 anys enrere, l'àrea estava patint de l'últim període glacial. Autoritats de Conservació Natural estan considerant posar una tanca al voltant de l'arbre per protegir-ho de possibles vàndals o cercadors de trofeus.